# 鈴置良一
鈴置良一（1893年—？），日本愛知縣人，為日本建築師，1925年來臺灣。其作品風格受1930年代的現代主義、折衷主義、表現主義與弗兰克·劳埃德·赖特影響，造型上具有水平流線型的美感，立面多採規律重複的矩形窗與連續的水平楣梁帶，主要是呈現立體主義與表現主義的造型，但亦稍微帶有折衷主義的特色。在臺灣主要的作品有基隆港合同廳舍、臺灣總督府電話交換局、嘉義電信局、台北放送局民雄放送所等。

## 生平
鈴置良一出生於日本明治二十六年（1893年），大正四年（1915年）畢業於名古屋高等工業學校建築科，之後任職於遞信省電話建設局。大正十四年（1925年）受聘擔任臺灣土地建物株式會社技師而到臺灣，設計臺北市榮町的商業建築，後來在昭和四年（1929年）轉職為臺灣總督府交通局技師，隨即設計並擔任基隆港合同廳舍的工程主任。而昭和十一年（1936年）轉任總督府營繕課之後，他又設計了臺灣總督府電話交換局（1937年）、嘉義電信局（1939年）、台北放送局民雄放送所（1940年）等建築。昭和十六年（1941年）發生珍珠港事件後，他轉任到臺電工作，1945年二次大戰結束後返回日本。